# Ducanichthys aculeatus
Ducanichthys aculeatus è un pesce osseo estinto, appartenente ai neotterigi. Visse nel Triassico medio (Ladinico, circa 240 milioni di anni fa) e i suoi resti fossili sono stati ritrovati in Svizzera.

## Descrizione
Questo pesce era di dimensioni molto piccole e solitamente superava di poco i 2 centimetri di lunghezza. Il corpo era allungato e di forma affusolata, ma al contrario di altri neotterigi arcaici era dotato di un cinto pettorale massiccio e di pinne pettorali poste molto in alto; il primo raggio di queste pinne era spinoso. Il cranio e le ossa immediatamente posteriori erano dotate di una forte ornamentazione, con coste simili a scaglie. Era presente una fila di scaglie molto alte lungo i fianchi, disposte in circa 24 file verticali. Le scaglie dei fianchi erano leggermente dentellate nella parte posteriore.

## Classificazione
Non è chiaro a quale gruppo di pesci appartenesse Ducanichthys. La cattiva conservazione delle ossa craniche negli esemplari noti non permette la comparazione con altri neotterigi arcaici, ma le scaglie sui fianchi molto allungate e la loro disposizione ricordano quelle del genere Pleuropholis del Giurassico.
Ducanichthys aculeatus venne descritto per la prima volta nel 1991, sulla base di resti fossili ritrovati nella formazione Prosanto, nella zona di Ducanfurgga in Svizzera.